# YJ-18
YJ-18 (鹰击-18, букв. «Удар орла-18», обозначение НАТО — CH-SS-NX-13) — китайское семейство крылатых ракет, предназначенных для уничтожения надводных кораблей и наземных целей

## Описание
По данным Министерства обороны США ракета YJ-18 по характеристикам похожа на российскую 3М-54 «Клаб» с дозвуковом крейсерским и сверхзвуковым терминальным режимом; дальность стрельбы составляет 540 км. Некоторые западные аналитики считают, что в YJ-18 — это копия 3М-54Э с дальностью стрельбы 180 км при скорости М=0,8 и 40 км при скорости М=2,5...3,0; другие источники утверждают, что в варианте с подводным базированием ракета имеет дальность 500 км, скорость на терминальном участке траектории М=2 и высоту полёта меньшую, чем у российской ракеты «Калибр»/«Клаб».
Ракета может быть запущена из системы вертикального пуска, и, возможно, из торпедных аппаратов подводной лодки. Китайские СМИ утверждают, что ракета имеет инерциальную систему наведения с использованием навигационной спутниковой системы BeiDou и несёт осколочно-фугасную боевую часть весом 300 кг или противорадиолокационную боеголовку, для уничтожения электронных средств на короткой дистанции.
YJ-18 размещается на эсминцах типа 052D и в перспективе на эсминцах типа 055. Ракету могут нести атомные подводные лодки типа SHANG-II, оснащённые системой вертикального пуска. Ожидается, что ракета заменит устаревшую YJ-82 с дальностью 37 км на подводных лодках типа YUAN (проект 041) с воздухонезависимой энергетической установкой, дизель-электрических подводных лодках типа SONG (проект 039) и, вероятно, на подводных лодках типа 095, а также на подводных лодках проекта 877. Наземный вариант может заменить дозвуковую ракету YJ-62 с дальностью 400 км, предназначенную для береговых ракетных батарей.

## Тактико-технические характеристики(предположительно)
- Дальность стрельбы: 220-540 км
- Скорость полёта:
  - Маршевый участок — М=0,8
  - Терминальный участок — М=2,5...3,0
- Система управления:
  - Спутниковая навигационная система Бэйдоу
  - Бортовая поисковая РЛС
- Боевая часть: 
  - Масса — 140-300 кг

## Модификации
- YJ-18: исходная модификация корабль–земля.
- YJ-18А: противокорабельный вариант для установок вертикального пуска, предназначен для эсминцев проектов 052D и 055.
- YJ-8B: вариант для размещения на подводных лодках.
- Мобильный береговой вариант: обозначение неизвестно, запускается с транспортёра 12×12; возможно, оснащены более мощным стартовым ускорителем для увеличения дальности.